# Кудерчук Марина Миколаївна
Кудерчук Марина Миколаївна (нар. 31 березня 1980, смт. Михайлівка Михайлівського району Запорізької області) — Голова Державного агентства України з питань кіно з 19 лютого 2020 року до 5 липня 2024 року.

## Життєпис
Народилася 31 березня 1980 року в смт. Михайлівка Михайлівського району Запорізької області. 2004 року закінчила Бердянський інститут підприємництва за спеціальністю «Економіка підприємства». У 2008 році в цьому ж закладі здобула ступінь магістра з маркетингу, а в 2013 отримала юридичну освіту.
У 2016 році отримала ступінь магістра державного управління у Дніпропетровському регіональному інституті державного управління Національної академії державного управління при Президентові України.

### Кар'єра
У 2001 році — працювала менеджером, юристом ТОВ «Агросинтез-Холдинг», смт Михайлівка.
У 2003 — 2005 роках працювала державним податковим інспектором в податковій міліції Державної податкової інспекції в Жовтневому районі Запоріжжя.
З кінця 2005 року до липня 2012 року була старшим, а потім головним податковим ревізором-інспектором у різних відділеннях Державної податкової служби Запорізької області.
З липня 2013 по липень 2014 року — головний спеціаліст та начальник відділу у Департаменті екології та природних ресурсів Запорізької обласної державної адміністрації. З липня 2014 по березень 2017 року — головний спеціаліст-юрисконсульт, начальник відділу, завідувач сектору Державної екологічної інспекції у Запорізькій області.
З березня 2017 року заступник директора, а з лютого 2019 року — директор комунального закладу «Кіноконцертний зал ім. О. Довженка» Запорізької міської ради.
З 7 листопада 2019 року — заступник голови Запорізької обласної державної адміністрації, відповідала за гуманітарний напрямок і питання екології, а також курувала Мелітополь і Мелітопольський район, Василівський, Приазовський, Пологівський і Гуляйпільській райони.
19 лютого 2020 року призначена Головою Державного агентства України з питань кіно.
5 липня 2024 року Кабінет міністрів звільнив Марину Кудерчук з посади голови Державного агентства з питань кіно, про що повідомив представник уряду у Верховній Раді України Тарас Мельничук.

## Особисте життя
Інформація про сімейне життя Марини Кудерчук відсутня.

## Скандали
Громадський діяч Андрій Смолій повідомив, що під час роботи Кудерчук у кінотеатрі ім. Довженка, цей заклад нібито відмовився показувати фільм про бійця УПА «Червоний» на День Незалежності. Це Кудерчук пояснила в інтерв'ю тим, що компанія-дистрибютор фільму поставила невигідні для кінотеатру умови, але зрештою сторони досягли компромісу.
В серпні 2022 року Держкіно під керівництвом Кудерчук видало наказ про реорганізацію Довженко-Центру. Всі фільми з колекції та майно центру мали бути передані Державній установі «Науковий центр кінематографії України», основним видом діяльності якої за даними ЄДРПОУ є «вища освіта». Зі структури Центру має бути виокремлено Державне підприємство «Українська анімаційна студія», до якої будуть передані авторські права на українську анімацію, що зараз належать Центру. Співробітників Центру має бути повідомлено про можливе звільнення.
Довженко-Центр — найбільший і єдиний міжнародно визнаний кіноархів України, в якому зберігається понад 10000 найменувань (понад 60 000 одиниць зберігання) художніх, документальних, анімаційних українських та закордонних фільмів, понад 24 000 архівних документів з історії українського кіно, понад 400 музейних експонатів. Єдиний український представник в Міжнародній федерації кіноархівів (FIAF). Колекція Довженко-Центру є найбільшою у світі збіркою творів українського кіномистецтва. Така структура відповідає світовим стандартам діяльності інституцій, що працюють з кінематографічною спадщиною.
В своєму інтерв'ю від 18 серпня Марина Кудерчук не змогла адекватно обґрунтувати рішення про реорганізацію. На питання ведучого про релевантність створення двох нових інституцій під час війни, Кудерчук сказала, що вони існують з 2011 року. Ведучий нагадав, що за її ж словами ці організації не діяли з 2011, на що Марина Кудерчук відповіла просто: «ну не діяли, зараз будуть діять».
Поки солдати ЗСУ воюють з російськими загарбниками Марія Кудерчук вирішила зазіхнути і поставити під загрозу й культурну спадщину України. Керівництво Довженко-Центру заявило, що цей наказ про «реорганізацію» є зазіханням на ліквідацію центру. Колишній керівник Центру Іван Козленко прямо звинуватив владу у нищенні культурний інституцій, які отримали розвиток після 2014 року, — це, на його думку, і помста за повний незбіг з поглядом влади на культурну політику. Суспільство зреагувало в форматі петицій, великої кількості публічних заявлень та обговорень. Профільний Комітет парламенту заявив свою позицію, що їм також не було відомо про це рішення, і рекомендував реорганізацію не проводити.
Міжнародна федерація кіноархівів, членом якої Довженко-Центр є з 2006 року, заявила, що Україна втратить членство у Федерації у випадку проведення «реорганізації». FIAF вже звернулася до Президента Зеленського щодо важливості збереження колекції і діяльності Довженко-Центру.